# Blerim Džemaili
Blerim Džemaili (albansk: Blerim Xhemaili, makedonsk: Блерим Џемаили, født 12. april 1986 i Tetovo, Jugoslavien) er en schweizisk fodboldspiller (central midtbane), der stammer fra en albansk familie i det nuværende Makedonien. Han spiller for Bologna i Italien.
Džemaili startede sin seniorkarriere hos FC Zürich i den schweiziske liga. I 2007 skiftede han til Bolton Wanderers i den engelske Premier League. Opholdet her blev dog aldrig nogen succes, og året efter rejste han til Italien. Her spillede han først for Torino og siden Parma, inden han i 2011 skrev kontrakt med Napoli.

## Landshold
Džemaili står (pr. april 2018) noteret for 63 kampe og ni scoringer for det schweiziske landshold, som han debuterede for 1. marts 2006 i en venskabskamp på udebane mod Skotland. Han repræsenterede sit land ved både VM i 2006, VM i 2014, EM i 2016 og VM i 2018.